# Тајна старог тавана
Тајна старог тавана је југословенски филм из 1984. године. Режисер и писац сценарија је Владимир Тадеј.

## Радња
Два дечака радио-аматера, Миро из Загреба и Пепек из Прага, за време школских празника на Хвару открију заборављени изум чудноватог антигравитационог топа, дело покојног Мириновог прадеде још из времена Првог светског рата. За изум се заинтересију међународни шпијуни... Покушавају доћи до моћног оружја. Отимају дечаке, а полиција је немоћна.

## Улоге
| Глумац             | Улога                            |
| ------------------ | -------------------------------- |
| Марио Мирковић     | Миро                             |
| Jirí Guryca        | Пепек                            |
| Нина Петровић      | Божена                           |
| Рене Биторајац     | Адам                             |
| Владо Гаћина       | Владимир Гаћина                  |
| Rudolf Hrusínský   | Миро (глас)                      |
| Мирослав Бухин     |                                  |
| Петар Јелашка      | Мрс. Рипс                        |
| Борис Дворник      | Шиме                             |
| Томислав Готовац   | Том Готовац                      |
| Шпиро Губерина     | Марко Пивац                      |
| Миа Оремовић       | Тетка Луција                     |
| Златко Мартинчевић |                                  |
| Milos Kopecký      | Газда                            |
| Иво Марјановић     | Предсједник туристичке заједнице |
| Едо Перочевић      | Инспектор                        |
| Данило Попржен     | Морнар са Баракуде               |